# Grallaria capitalis
Pita-formigueira-de-huánuco ou torom-baio (Grallaria capitalis) é uma espécie de ave da família Formicariidae.
É endémica do Peru.
Os seus habitats naturais são: regiões subtropicais ou tropicais húmidas de alta altitude e florestas secundárias altamente degradadas.